# 神戸具盛 (4代目当主)
神戸 具盛（かんべ とももり、生年不詳 - 天文20年（1551年））は、戦国時代の武将・大名。伊勢の国人領主である神戸氏第4代当主。

## 生涯
伊勢国司北畠家第6代北畠材親の次男（5代北畠政郷の末子という説もある）。神戸氏第3代当主神戸為盛の養子。子に第5代当主神戸長盛、高島政光。孫に第7代当主神戸具盛。号は楽三。通称は四郎、蔵人。官位は下総守。孫である同名の具盛と混同されるため、楽三具盛と称されることもある。
具盛の末子は高島氏の名跡を継いだ高島政光で、その子の高島政勝は神戸宗家の滅亡を嘆き、自分の子である高島政房を再従兄弟の第7代当主具盛の養子として継がせた。政房の子は神戸良政と名乗り、紀州徳川家に仕えて後に「勢州軍記」「伊勢軍記」等を著作した。

## 事蹟
神戸氏は関氏の一族であるが、早くから北畠家の影響下に置かれていた。神戸為盛は北畠家から妻を迎えていたが、男子に恵まれていないままであった。
具盛は京都相国寺に侍童として仕えていたが、神戸氏への影響力の強化を望む父に呼び戻され、為盛の養子に入り、家督を継いで当主となると澤城（神戸西城）主となる。のちに神戸城を築城して拠点を移した。
生家の北畠家の力を背景に、伊勢楠木氏（楠木正忠の嫡子楠木正具）や赤堀氏に娘を嫁がせ、北伊勢を中心に神戸氏の勢力を拡大させた。
子の第5代長盛・孫の第6代利盛の時代には神戸氏は北伊勢を代表する勢力の一つとして関氏や長野氏と並び称される勢力になったという。
戒名「後龍光寺殿一峯楽三大居士」。

## 参考資料
- 歴史群像編集部編『戦国時代人物事典』（学習研究社、2009年） ISBN 4054042902
  - 「神戸長盛」「神戸利盛」「神戸友盛」の項目（渡邊大門執筆）
- 武家家伝＿神戸氏